# Fabio Giménez
Fabio Rodrigo Giménez (Puerto Madryn, Provincia del Chubut, Argentina; 13 de septiembre de 1990) es un futbolista argentino. Juega de mediocampista, actualmente se encuentra sin equipo tras su paso por Ciudad Bolívar del Torneo Federal A de Argentina.

## Trayectoria
En junio de 2024, se convirtió en jugador de Ciudad Bolívar del Torneo Federal A.

## Clubes
| Club                   | País      | Año       |
| ---------------------- | --------- | --------- |
| River Plate            | Argentina | 2008-2010 |
| Guillermo Brown        | Argentina | 2011-2012 |
| Alvarado               | Argentina | 2012-2013 |
| Guillermo Brown        | Argentina | 2013-2014 |
| Juventud Unida (SL)    | Argentina | 2014      |
| Gimnasia y Esgrima (M) | Argentina | 2015-2016 |
| Club Cipoletti         | Argentina | 2016-2018 |
| Deportivo Madryn       | Argentina | 2018-2022 |
| Olimpo                 | Argentina | 2023      |
| CSD JJM                | Argentina | 2024      |
| Ciudad Bolívar         | Argentina | 2024      |

## Palmarés

### Campeonatosnacionales
| Título             | Club                           | País      | Año     |
| ------------------ | ------------------------------ | --------- | ------- |
| Torneo Argentino A | Guillermo Brown                | Argentina | 2010-11 |
| Torneo Federal A   | Club Social y Deportivo Madryn | Argentina | 2021    |